# Едзаев, Ахсарбек Александрович
Ахсарбек Александрович Едзаев (25.07.1924 — 10.01.1992) — командир отделения 305-й отдельной разведывательной роты 227-й стрелковой дивизии, сержант.

## Биография
Родился 25 июля 1924 года в селении Христиановское Северной Осетии. Осетин. В 1942 году окончил школу № 1 в родном селе.
В июле 1942 года добровольцем, через Ирафский райвоенкомат Орджоникидзевского края, ушел в Красную Армию. Был зачислен в 2-е Орджоникидзевское пехотное училище, но учёбу не закончил. Враг рвался к Кавказу, и Едзаев в составе курсантского подразделения вышел на поле боя у стен города Орджоникидзе.
С сентября 1942 года воевал в составе 213-й отдельной разведывательной роты 318-й стрелковой дивизии. Участвовал в освобождении сел и городов Северного Кавказа, Ставропольского и Краснодарского края. В январе 1943 года в боях под городом Горячий ключ был ранен в руку и ногу, но вскоре вернулся в строй, в свою часть. В боях за город Новороссийск 20 сентября в составе разведгруппы красноармеец Едзаев захватил несколько пленных и ценные документы, которые доставил в штаб. Был награждён орденом Красной Звезды.
С осени 1943 года и до конца войны воевал в составе 227-й стрелковой дивизии, был разведчиком, позднее командиром отделения разведывательной роты. Проявил мужество в боях за город Новороссийск, при высадке десанта на Эльтиген и освобождении города Керчь. Был снова ранен и контужен.
На Керченском полуострове, в бою за высоту 133,3 будучи связным командира разведвзода четыре раза под огнём противника по-пластунски добирался до передовых действующих групп и передавал распоряжения.
Приказом по частям 227-й стрелковой Темрюкской стрелковой дивизии от 18 марта 1944 года красноармеец Едзаев Ахсарбек Александрович награждён орденом Славы 3-й степени.
В конце октября 1944 года части дивизии вели бои за населенный пункт Тосеч, важный опорный пункт обороны немцев на берегу реки Тисса. Когда между нашими полками просочилась группа автоматчиков противника, сержанту Едзаеву и взводу разведчиков была поставлена задача уничтожить её. Взвесив и оценив обстановку, Едзаев внезапным ударом во фланг атаковал прорвавшихся противников. Противник начал откатываться на всем участке прорыва. В этом бою огнём из автомата сержант Едзаев лично уничтожил до 19 противников и расчет станкового пулемета.
Приказом по войскам 7-й гвардейской армии от 31 декабря 1944 года сержант Едзаев Ахсарбек Александрович награждён орденом Славы 2-й степени.
К этому времени дивизия воевал уже в составе 53-й армии. И в одном из разведвыходов Едзаев снова отличился.
18 декабря 1944 года при переходе переднего края в составе разведывательной группы сержант Едзаев бесшумно снял пулеметчика. Из трофейного пулемета открыл огонь в противоположную сторону от разведгруппы, отвлекая противника. Своими действиями обеспечил продвижение разведгруппы без потерь. В продолжение всей операции проявил себя храбрым и смелым разведчиком. 5 января командиром роты был представлен к награждению орденом Красной Звезды, но командир дивизии изменил статус награды.
Приказом по войскам 53-й армии от 30 января 1945 года сержант Едзаев Ахсарбек Александрович награждён орденом Славы 2-й степени повторно.
День победы разведчик Едзаев встретил на территории Чехословакии. После разгрома Германии в составе своей стрелковой дивизии участвовал в войне с Японией. В ноябре 1946 года уволен в запас.
Вернулся на родину. Работал в колхозе ветеринарным фельдшером, скотником, лесорубом, строителем, на сахарном заводе. В 1960-е годы окончил Черменское сельское профессионально-техническое училище № 1, получил специальность тракториста-машиниста 3-го класса. Жил и работал в селении Новый Урух Ирафского района.
Через 40 лет выяснилось, что на фронте разведчику были вручены не все боевые награды. В 1985 году ему вручили орден Красной Звезды, которым он был награждён ещё в декабре 1943 года. Сразу после этого он получил и два ордена Отечественной войны 1-й степени и 2-й степени. Позднее нашелся не врученный на фронте ещё один орден Славы 2-й степени. Но об этом ветеран уже не узнал.
10 января 1992 года Ахсарбек Александрович Едзаев ушел из жизни. Похоронен на кладбище селения Новый Урух.
Приказом Министра обороны Российской Федерации от 13 сентября 1996 года Едзаев Ахсарбек Александрович в порядке перенаграждения награждён орденом Славы 1-й степени. Стал полным кавалером ордена Славы.
Награждён орденами Красной Звезды, Отечественной войны 1-й и 2-й степеней, Славы 3-х степеней, медалями.